# 欧洲证券及市场管理局
欧洲证券及市场管理局 是一个欧洲联盟金融监管机构 设在巴黎。
ESMA 2011年1月1日取代欧洲证券监管委员会（欧洲证监会）这是欧洲金融监管体系三个新的欧洲监管当局(ESAs)之一 另外两个是EBA和EIOPA.

## 简介
改进金融市场在欧洲的运作,加强投资者保护和国家主管当局合作。

## 外部連結
- European Banking Authority （页面存档备份，存于）官方網站
- Regulation (EU) No 1093/2010 （页面存档备份，存于）
- Larosière report （页面存档备份，存于）